# Jules Joubert
Pour les articles homonymes, voir Joubert.
Jules Joubert, né le 6 décembre 1834 à Tours et mort à Paris le 20 mars 1910, est un scientifique et professeur français, notamment connu pour sa collaboration avec Louis Pasteur sur la découverte de propriétés antibactériennes de la pénicilline, ainsi que pour ses travaux sur l'électricité (mesure des ondes électromagnétiques).

## Biographie
Jules François Joubert est le fils de François Joubert (1796-1869), marchand-fabricant en papiers, et d'Adèle Champeaux. Il est le beau-père de Maurice Vèzes et de l'architecte René Goblot.
Sorti de l'École normale supérieure en 1860, il a successivement professé la physique aux lycées de Tours, de Niort, de Poitiers, de Montpellier, puis au collège Rollin, à Paris (1874-88), et il a été nommé en 1888 inspecteur d'académie, en 1893 inspecteur général de l'instruction publique. 
Il s'est livré avec Pasteur, de 1876 à 1878, à une série d'études physiologiques sur la fermentation de l'urine, sur la théorie des germes, sur les maladies charbonneuses. 
Mais il est surtout connu par ses travaux sur l'électricité, notamment par ses recherches sur les courants alternatifs, dont il a donné une théorie générale dans un mémoire intitulé Études sur les machines magnéto-électriques (publié dans les Annales de l'École normale, 1884). 
En 1881, lors de l'Exposition internationale d'Électricité, il est nommé secrétaire du comité d'expériences. Il est plus tard nommé secrétaire général du deuxième Congrès des électriciens, réuni pour l'Exposition universelle de 1889 à Paris.

## Publications
Il a publié, outre une thèse de doctorat sur la phosphorescence du phosphore (1874) et de nombreuses notes insérées dans les Comptes rendus de l'Académie des sciences : 
- Leçons sur l'électricité et sur le magnétisme, en collaboration avec Mascart (Paris, 1882, t. I, in-8);
- Traité élémentaire d'électricité (Paris, 1888, in-8 ; 2e éd., 1891);
- Cours élémentaire d'électricité (Paris, 1894, in-8)

Ses ouvrages étaient rangés en leur temps parmi les meilleurs sur la matière.

## Distinctions
- Officier de la Légion d'honneur (1895)[4]
- Officier de l'Instruction publique
- Prix Schneider (1903), décerné par la Société des ingénieurs civils